# Gongronema taylorii
Gongronema taylorii là một loài thực vật có hoa trong họ La bố ma. Loài này được (Schltr. & Rendle) Bullock mô tả khoa học đầu tiên năm 1961.